# Union City (Tennessee)
Union City ist ein Ort (englisch City) im Nordwesten des amerikanischen Bundesstaats Tennessee
und zugleich der Verwaltungssitz (County Seat) des dortigen Obion County.

## Einwohner
Laut Volkszählung von 2020 betrug die Einwohnerzahl 11.170 Personen.

## Verkehr
Der Regionalflughafen Everett–Stewart Regional Airport liegt 8 km südöstlich der Stadt.

## Kultur
Unmittelbar westlich der Stadt befindet sich der Discovery Park of America, ein im Jahr 2013 eröffneter überregional bekannter Freizeitpark mit angegliedertem Museum.
- Gerichtsgebäude
- Hauptstraße

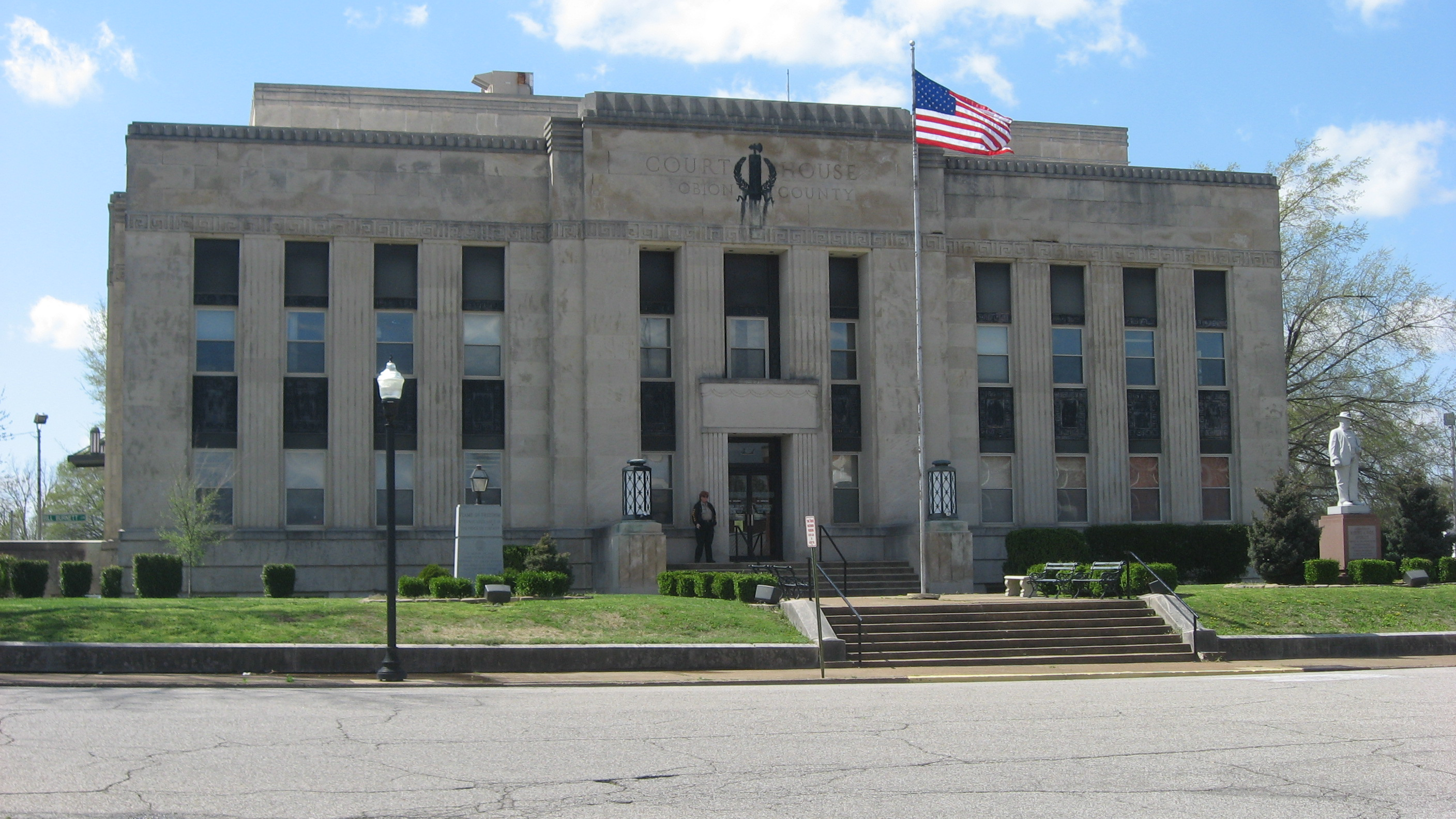
Gerichtsgebäude
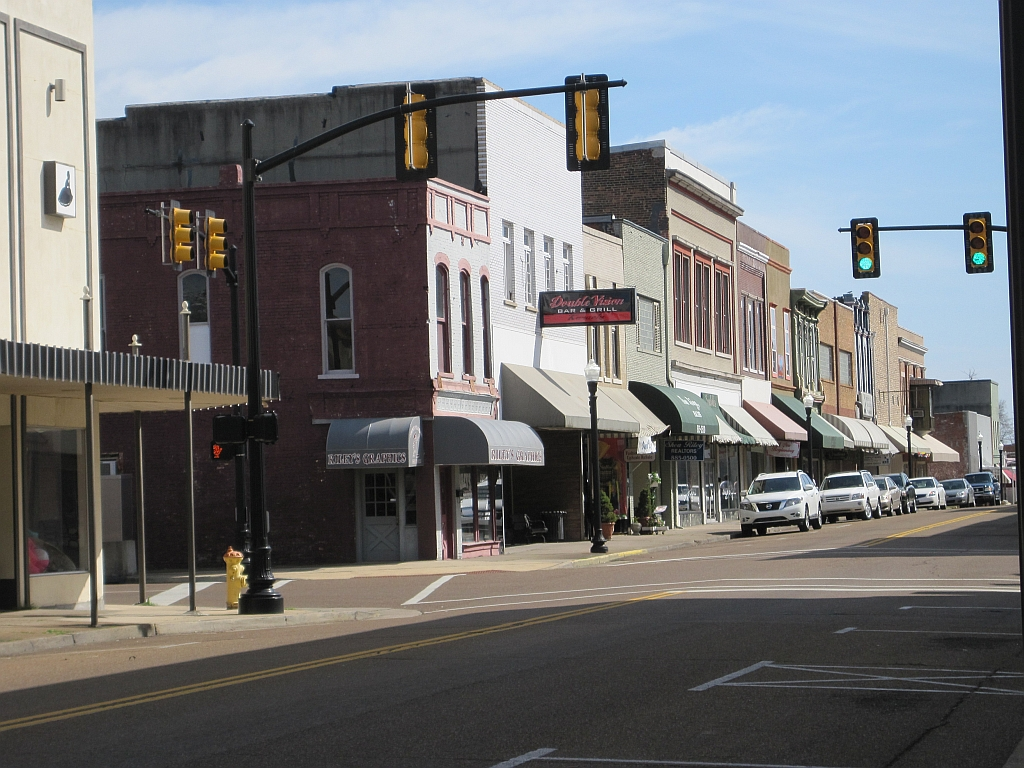
Hauptstraße
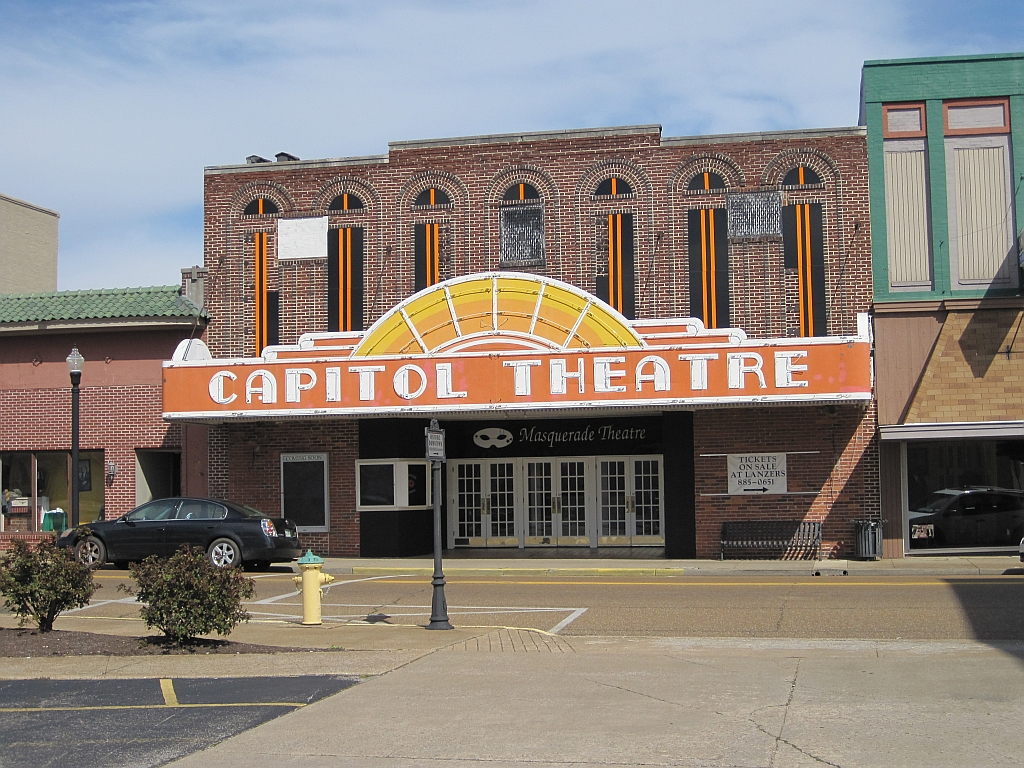
Capitol-Theater

## Persönlichkeiten
Bekannte Persönlichkeiten der Stadt sind Rice Alexander Pierce (1848–1936), der hier wirkte und starb, sowie Seid Waddell (1849–1921), der Gründer und langjährige Präsident der Bank of Union City, und der Countrysänger Russell Dickerson (* 1987).